# Étang-sur-Arroux
Étang-sur-Arroux is een gemeente in het Franse departement Saône-et-Loire (regio Bourgogne-Franche-Comté). De plaats maakt deel uit van het arrondissement Autun. Étang-sur-Arroux telde op 1 januari 2022 1.788 inwoners.

## Geografie
De oppervlakte van Étang-sur-Arroux bedroeg op 1 januari 2022 34,63 vierkante kilometer; de bevolkingsdichtheid was toen 51,6 inwoners per km².

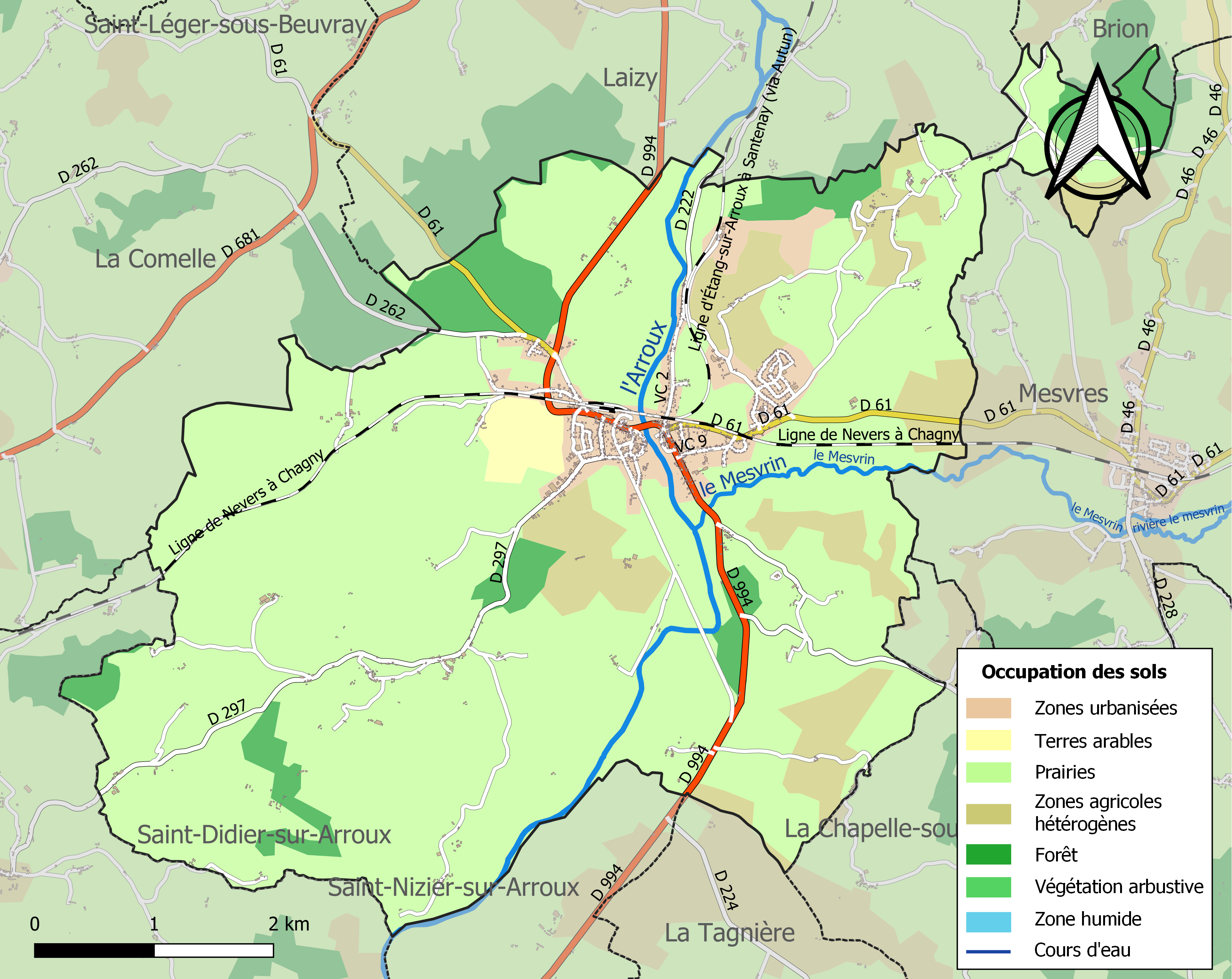
Kaart van de gemeente met de belangrijkste infrastructuur, bodemgebruik en omliggende gemeenten

## Demografie
Onderstaande figuur toont het verloop van het inwonertal (bron: INSEE-tellingen).

## Afbeeldingen

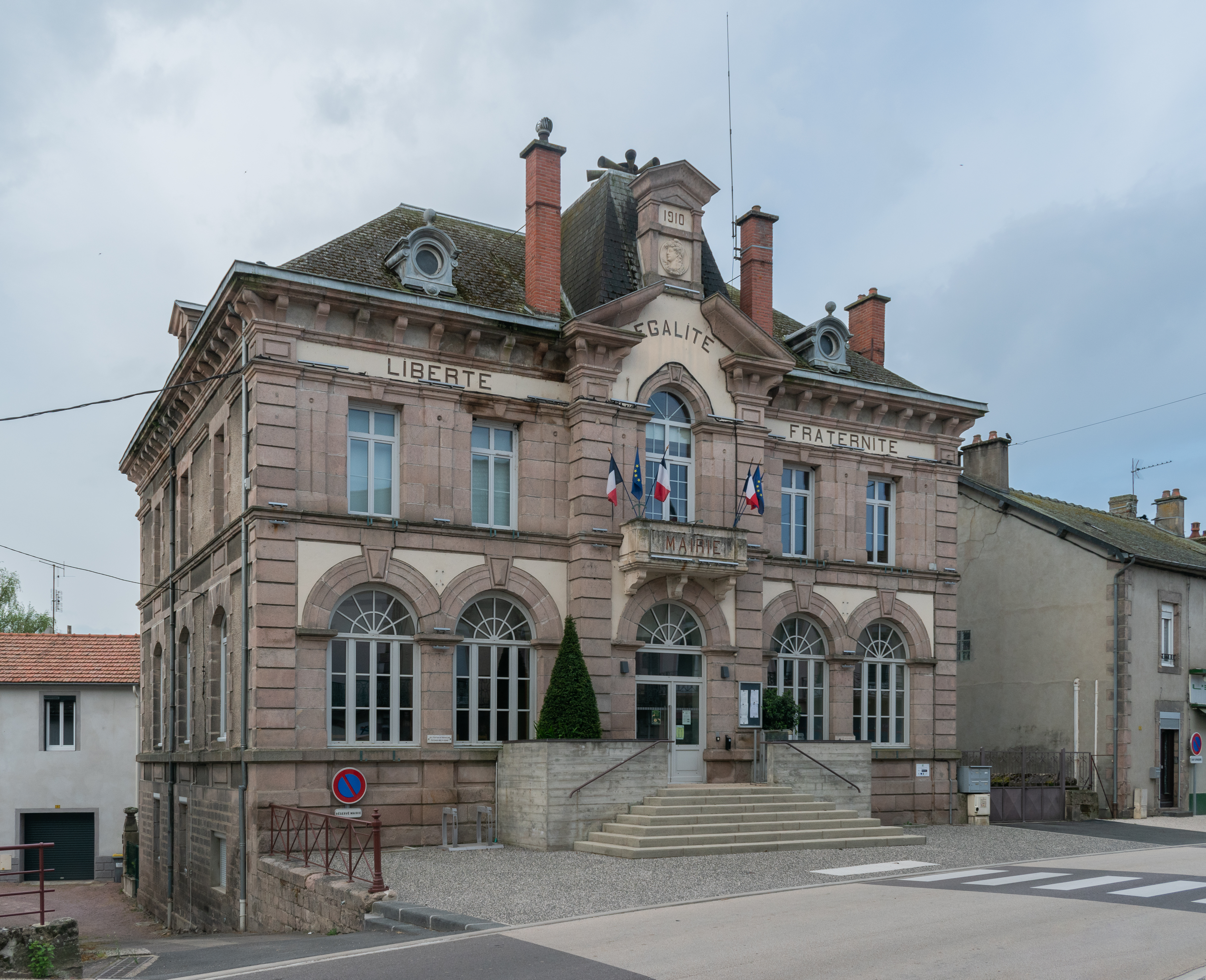
Gemeentehuis
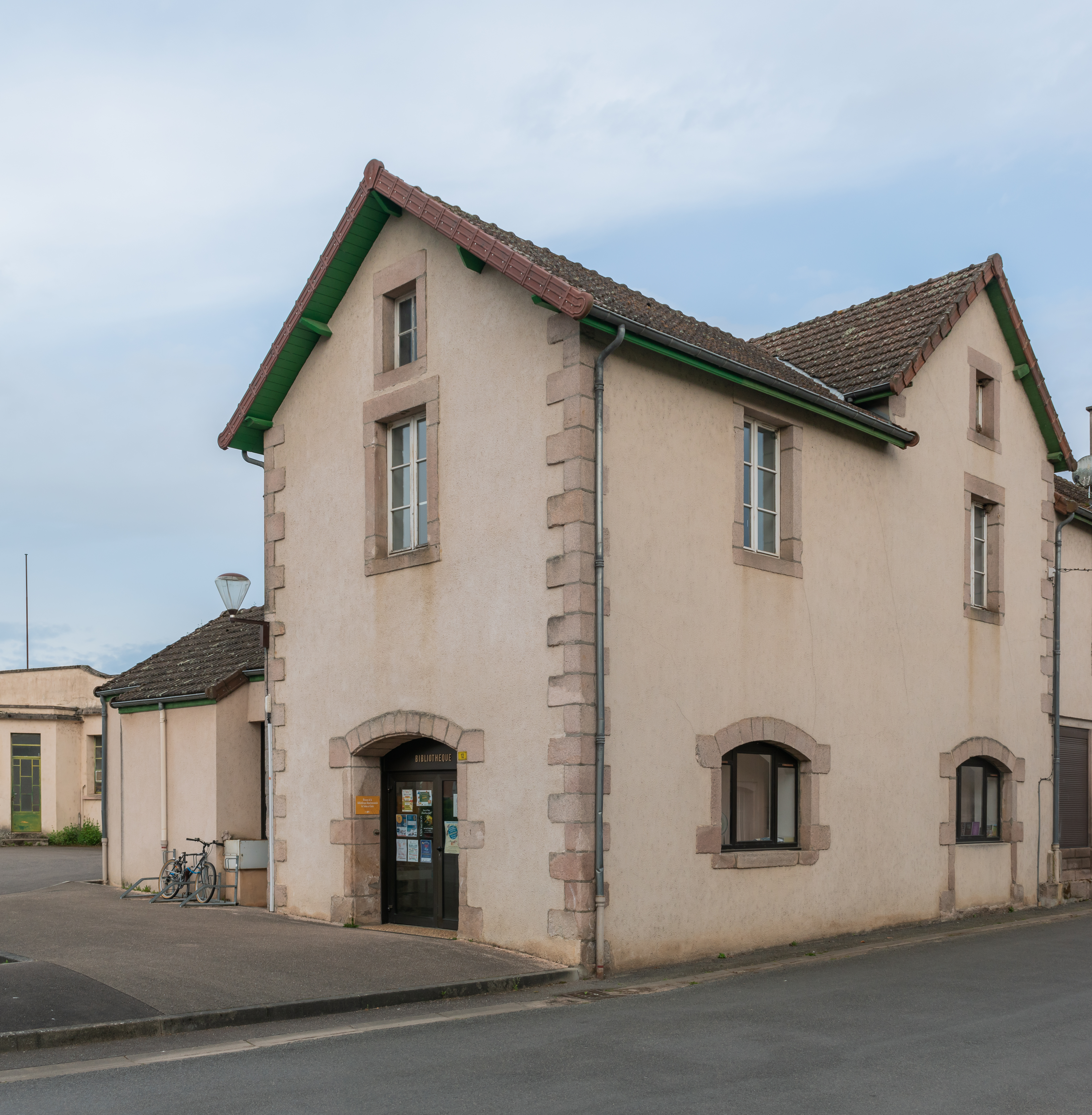
Bibliotheek